# Lia Crucet
Delia Crucet, mais conhecida como Lia Crucet ou Leah Crucet (Avellaneda, 8 de agosto de 1951 – Mar del Plata, 28 de novembro de 2024), foi uma cantora, modelo, atriz e artista argentina, também conhecida como a «Reina de la Bailanta», em português: A rainha das boates.

## Biografia
Incentivado por seus pais, Cr, em 1971, Crucet começou sua longa carreira no teatro e televisão, em Buenos Aires, e continuo 
desenvolver-se como uma estrela, fazendo dela a sua primeira performance em primeiro lugar Teatro Maipo, em Buenos Aires em 1972. Leah, em seguida, passou a a realizar com o comediante argentino Jorge Corona. Além disso, Leah também dividiu o palco com tais conhecido argentino
comediantes e atrizes do país, José Marrone, Alberto Olmedo, Jorge Porcel, Nito Artaza, Dring Farias,
Adolfo Stray, Ethel Rojo, Moria Casan, Naanim Timoyko, Vicente Rubino, Tristão e Patrícia Dal, entre outros. Já era um
figura conhecida no teatro e na televisão argentina, começou sua carreira cantando no final dos anos 80. sob argentina
gravadora Music Leader. Sua artística começou a virar mais para a música tropical e bailantera neste momento.
Crucet lançou seu primeiro álbum, "Eu não sou abusivo." em 1988, ela passou a gravar outro dez álbuns. Lia também
registou um jingle com músicas de uma de suas canções mais conhecidas "Eu vou fazer com o calor", para a Coca Cola. Ela teve feito
interviewes em tais programas argentinos como Almoço com Mirtha Legrand Susana Gimenez,Nada melhor do que,
Videomatch, entre outros.
Em 2006, Leah fez uma aparição no filme do argentino cantora Fito Paez Quem é dono da Jarreteira?, Lançado em
17 de setembro, 2007, na cidade de Rosario. Ela já apareceu em um total de seis filmes desde 1988, quando ela apareceu no
Emilio filme BorettoParaísoMassagem Relax cama. O Crucet linda, pernilongo e voluptouous havia manifestado o seu incrível
ativos físicos constantes micro tangas em filmes argentinos dos anos 80 e programas televison Moria Casan onde ela
ganhou o apelido de "O Tetamanti". Lia também gravou um jingle comercial de TV com músicas de um dos seus melhores
canções conhecidas "Eu vou fazer com o calor," por Coca-Cola.
Leah, que tem dois filhos adultos, mora em Buenos Aires.

## Discografia Oficial única
- 1988 -Eu não souabusiva (Leader Music)
- 1990 - A Movidito (Música Líder)
- 1991 - Noite Fantástica (Leader Music)
- 1992 - Idol (Leader Music)
- 1993 - A peek(Música Líder)
- 1995 - Tentador (Leader Music)
- 1996 - The Greatest (Leader Music)
- 1997 - Universal (Music Líder)
- 1999 - A Cor do Amor(Leader Music)
- 2000 - Midnight Love(Magenta)
- 2006 - GostoPure (De La Buena Estrella)

### Compilações
- 1992 - Greatest Hits(Editado) (Leader Music)
- 1995 - Discos de ouro(Compilado) (Leader Music)
- 1996 - Movidito - Remixes -Edição Limitada (Registros Glaç)
- 1999 - Dois álbuns em um CD(Compilado) (Música Líder)
- 2000 - Dois álbuns em um CD(Compilado) (Música Líder)
- 2003 - Greatest Hits(Editado) (Leader Music)
- 2005 - A partir de 2005-1942 Greatest Hits - (Leader Music)Hooked (Compilado)
- 2006 - Crucet Lia & Gladys(Magenta)
- 2007 - A partir de 2007-1920 Greatest Hits(Editado) (Leader Music)

## Álbuns
- 1993 - Vários Artistas - Gigantes
- 1995 - Various Artists - O Remixero "95
- 1996 - Various Artists - vol magistral. 5
- 1997 - Various Artists - La Movida Tropical(Clique Revista Tele)
- 1997 - Various Artists - O Remixero "97
- 1998 - Various Artists - Jingles da Coca-Cola "98 -" 99
- 1999 - Various Artists - Mega Mix artistas remix Tropi
- 1999 - Various Artists - 10 Anos La Movida Tropical
- 2001 - Various Artists - Tribute To Leo dan(Magenta)
- 2009 - Various Artists - Fiesta Inolvidalble (Leader Music)

## Vídeos Músicais
- 1988 - O que eu vou pegá-lo
- 1988 - Eu não sou abusivo
- 1990 - Que Bello
- 1991 - Em seu cabelo
- 1996 - La Camisa Colorada
- 1997 - Tacuta
- 1999 - Canalla
- 1999 - a cor do amor

## Filmografia
- 1988 - Paraíso Massagem Relax Casas (Diretor: Emilio G. Boretto, 98 min)
- 1992 - Queens do Bailanta (Diretor: José Luis Nanni) (Duração: 60 min)
- 1995 - Rei Morto (Direção: Lucrecia Martel) (curta duração,: 12 min)
- 2006 - Gauchito Gil, Sangue Inocente (Administração: Larrinaga Bacher Ricardo e Thomas, 97 min)
- 2006 - Quem é o dono da Jarreteira(Administração: Maria Cecilia López e Fito Pae, 107 min) 
?